# Cui Xiaotong
Cui Xiaotong (chinesisch 崔晓桐; * 21. November 1994 in Dandong) ist eine chinesische Ruderin und Olympiasiegerin.

## Sportliche Karriere
Cui Xiaotong siegte mit dem Vierer ohne Steuerfrau bei den Junioren-Weltmeisterschaften 2012. Bei den Weltmeisterschaften 2014 in Amsterdam gewann sie mit dem chinesischen Achter die Bronzemedaille hinter den Booten aus den Vereinigten Staaten und aus Kanada. Ein Jahr später bei den Weltmeisterschaften 2015 belegte der chinesische Achter den neunten Platz und verpasste damit die direkte Olympiaqualifikation für 2016. Im Frühjahr 2016 erreichte das Boot bei der letzten Qualifikationsregatta das Ziel als viertes Boot, die ersten drei durften nach der Disqualifikation des russischen Bootes zur olympischen Regatta in Rio de Janeiro.
Cui Xiaotong erreichte mit dem chinesischen Doppelvierer 2018 den vierten Platz beim Weltcup in Belgrad. Nach dem zweiten Platz in Linz-Ottensheim und dem vierten Platz in Luzern ruderte der Chinesische Doppelvierer mit Zhang Ling, Wang Yuwei, Lyu Yang und Cui Xiaoting ins A-Finale bei den Weltmeisterschaften in Plowdiw und belegte den vierten Platz mit 0,43 Sekunden Rückstand auf die Silbermedaille. Zum Weltcup-Auftakt 2019 traten in Plowdiw nur zwei Doppelvierer an. Die Chinesinnen Chen Yunxia, Zhang Ling, Lyu Yang und Cui Xiaotong siegten mit anderthalb Sekunden Vorsprung vor den Niederländerinnen. Bei der zweiten Weltcup-Regatta in Posen waren fünf Boote am Start, die Chinesinnen gewannen vor den Polinnen und den Deutschen. Bei den Weltmeisterschaften in Linz-Ottensheim siegten die Chinesinnen vor den Polinnen und den Niederländerinnen, die Deutschen belegten den vierten Platz. 2021 siegten die Chinesinnen in der zweiten Weltcupregatta in Luzern. Bei den Olympischen Spielen in Tokio gewannen die Chinesinnen das Finale mit über sechs Sekunden Vorsprung auf die Polinnen.
Wegen der COVID-19-Pandemie fanden nach 2019 erst 2022 wieder Weltmeisterschaften statt. Bei den Weltmeisterschaften in Račice u Štětí siegten die Chinesinnen mit einer Sekunde Vorsprung auf die Niederländerinnen. Bei den 2023 ausgetragenen Asienspielen 2022 in Hangzhou gewannen sie ebenfalls die Goldmedaille. Unmittelbar vor den Asienspielen war der chinesische Doppelvierer bei den Weltmeisterschaften in Belgrad Dritter geworden. 2024 belegten Chen Yunxia, Zhang Ling, Lyu Yang und Cui Xiaotong den sechsten Platz bei den Olympischen Spielen in Paris.